# Musée archéologique national de Crotone
Le musée archéologique national de Crotone est un musée archéologique situé dans la ville médiévale fortifiée de Crotone (province de Crotone en Calabre),.
Depuis décembre 2014, le ministère de la Culture le gère par l'intermédiaire du Centre des musées de Calabre, devenu en décembre 2019 la Direction régionale des musées.

## Historique
Il a été ouvert au public en 1968 en utilisant des matériaux de la collection précédente, exposés pendant quelques décennies dans le musée civique de Crotone, avec des pièces importantes de toute la région de la Grande-Grèce. Le noyau originel était composé principalement de matériels provenant de fouilles non officielles et du marché des antiquités ; ce n'est que plus tard que diverses découvertes provenant de fouilles effectuées dans la ville, dans les nécropoles et dans les agglomérations de la région y ont convergé.

## Collections
Le musée expose des matériaux de l'époque néolithique, tels que des haches en pierre et des grattoirs en obsidienne de Petilia Policastro ; d'une importance exceptionnelle est le fragment de céramique minoenne-mycénienne un promontoire de Capo Piccolo, une importante colonie de l'âge du bronze découverte en 1977 ; les cruches aux cols renflés, les fibules de formes diverses et les instruments rares trouvés dans les tombes de Cirò appartiennent également à la section préhistorique, mais à l'âge du fer. D'une grande importance sont les deux haches aux bords relevés (l'une avec une fine décoration géométrique, gravée au burin, est considérée comme un unicum) de l'âge du bronze antique du Timpone delle Rose Roccabernarda/Petilia Policastro et les ripostigl, datant de l'âge du bronze final et de l'âge du fer, des haches et des objets en bronze de Cirò et du territoire au sud de Crotone.
L'époque grecque est documentée par de nombreuses découvertes. De la période archaïque sont des vases à onguents corinthiens et divers fragments de céramiques  : de vases attiques à figures noires, d'un vase chalcidien, etc. D'autres céramiques proviennent de divers centres de Lucanie, des Pouilles et d'Étrurie.
Divers matériaux préhistoriques et protohistoriques proviennent de Crotone, un antéfixe archaïque à tête de Gorgones, une tête de jeune homme en argile, un petit autel avec Héraclès combattant les Centaures, divers reliefs votifs, de la céramique à figures rouges, un oscillum (it) et quelques bronzes d' Hercule attaquant portant le leontè (peau de lion de Némée).

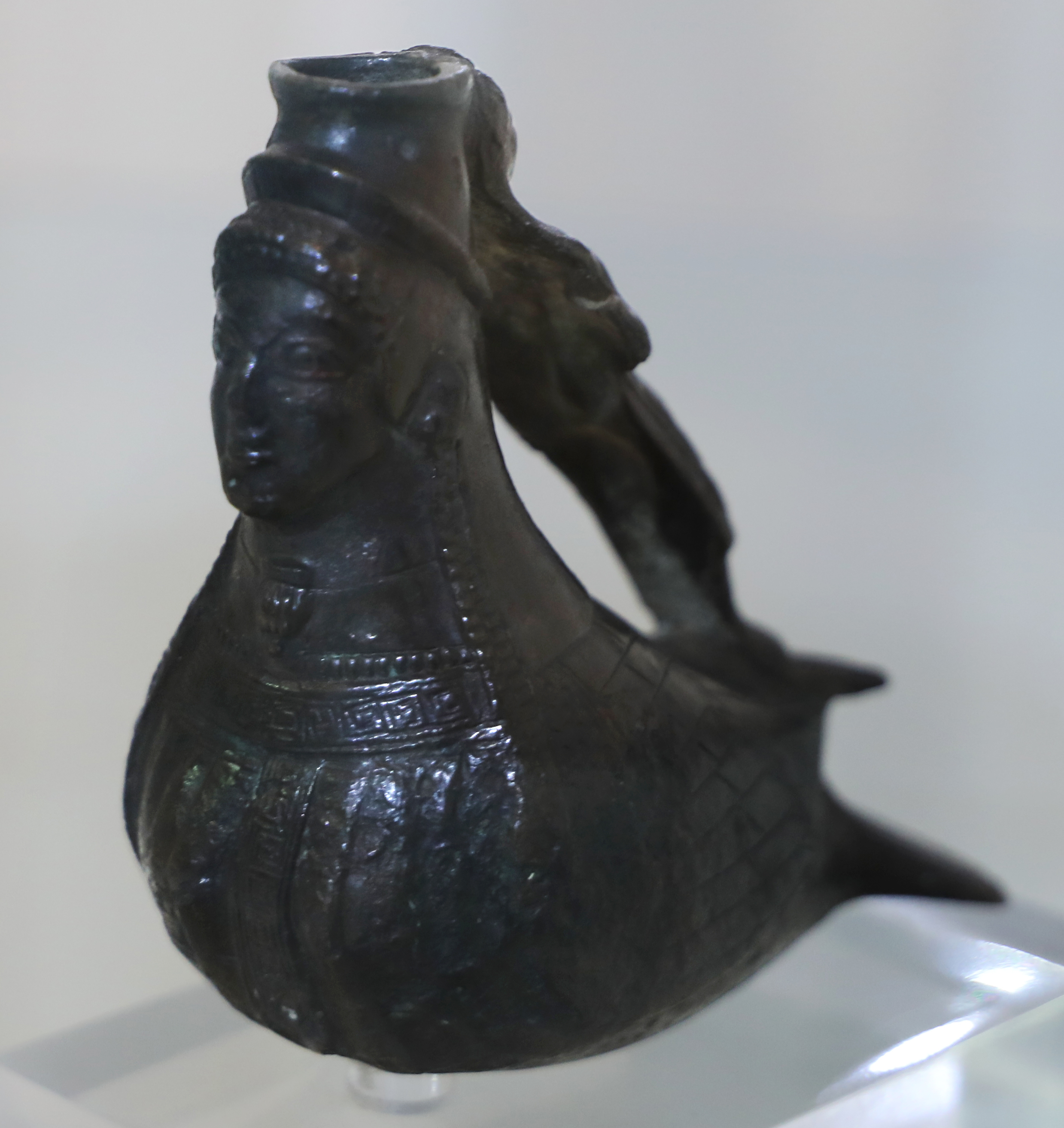
Askos en forme de sirène (Isola Capo di Rizzuto).

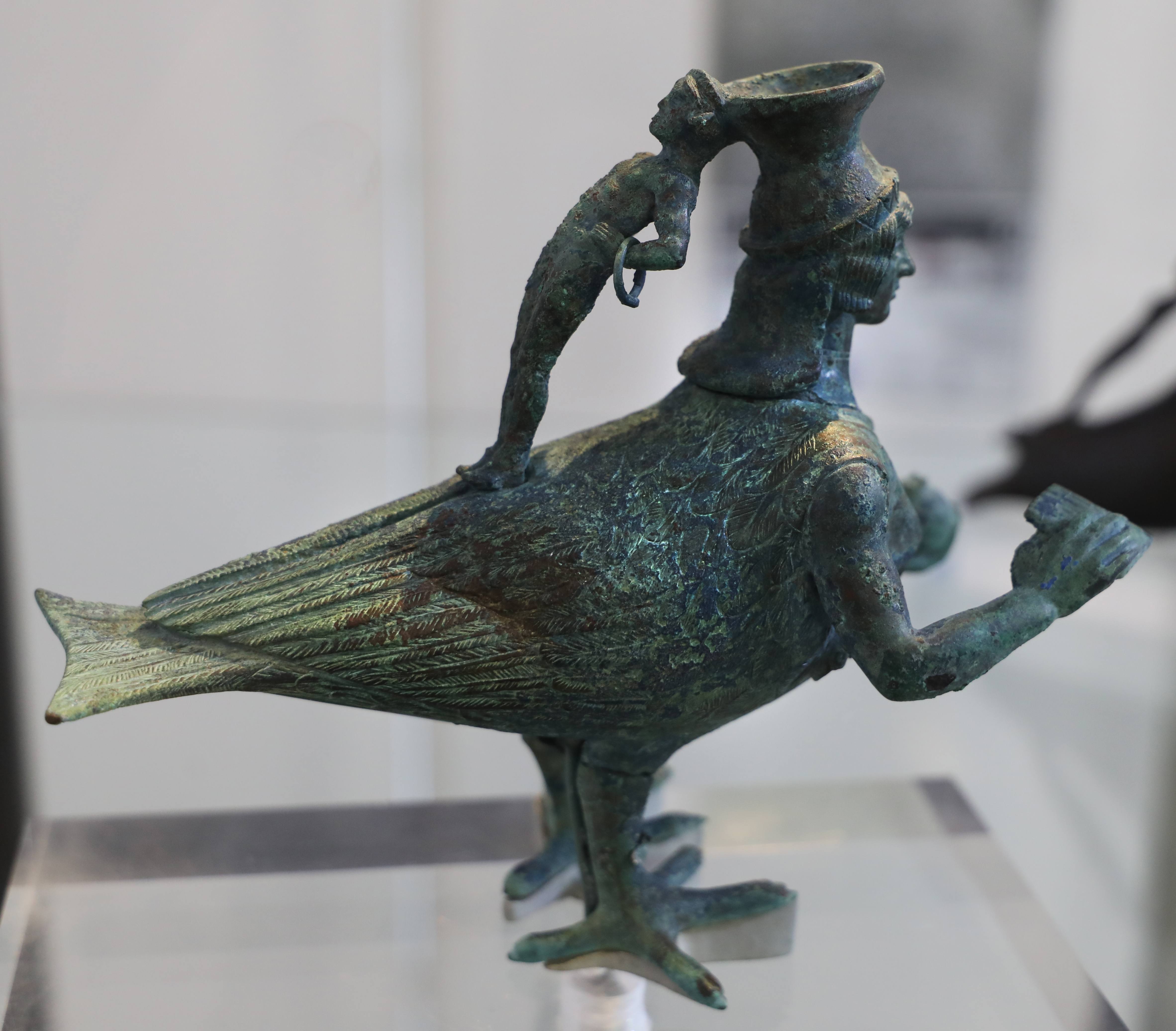
Askos en forme de Sirène des Murge de Strongoli.

Une borne numérotée « 29 » est inscrite en grec, tandis que deux fers de lance en bronze, probables trophées, portent les inscriptions « Anthropos fils de Théognis » et « Eschyle fils d'Echesthène ».
De la zone urbaine de Crotone provient un relief votif, sculpté sur une dalle de marbre de Naxos, représentant probablement la déesse Héra en conversation avec une autre figure féminine, une divinité mineure ou peut-être la personnification de la ville elle-même. Il peut être daté de 450-420 av. J.-C.
On peut également attribuer à l'époque classique un acrolithe en marbre (visage mutilé) dans lequel on peut reconnaître la déesse Athéna, découvert lors de fouilles au milieu des années 1970 dans la ville moderne.
Une section entière est consacrée aux trouvailles du sanctuaire d'Héra au Cap Colonna : parmi les objets exposés de nombreux objets votifs, des fragments de décorations architecturales en marbre et terracotta et des fragments de sculptures. On distingue le fragment d'une céramique à figures noires (VIe siècle av. J.-C.) 
De la zone dite de Cimino, sur le promontoire de Cap Colonna, provient une belle tête en marbre pentélique (mutilée sur le visage), dans laquelle est clairement reconnaissable Apollo Citaredo (it), datant de 350-300 av. J.-C.
Est également exposé le «Ttrésor d'Héra », trouvé dans le bâtiment B de l'Héraion et comprenant, entre autres, un diadème doré, un pendentif de ceinture de production indigène et une lampe de production nuragique en forme de vaisseau spatial, incomplet.
Depuis novembre 2009, il abrite les extraordinaires Askos en bronze en forme de sirène (Ve siècle av. J.-C.), provenant des Murgie di Strongoli, rapportés du J. Paul Getty Museum , et les autres Askos en bronze du VIe siècle av. J.-C., également en forme de sirène, provenant de la chôra sud de Kroton. Seuls trois exemplaires sont connus dans le monde : deux d’entre eux sont donc conservés à Crotone.
Parmi les découvertes de l'époque romaine figurent deux grands bassins en marbre, provenant de la cargaison de marbre naufragé à Punta Scifo (l'épave dite de Paolo Orsi, découverte par Antonio Tricoli de Crotone), et un socle de statue honorifique, avec épigraphe, découvert lors de la construction de l'église de San Giuseppe au XVIIIe siècle, dans le centre historique. Deux autres socles en marbre, avec des épigraphes, trouvés dans le centre historique de Crotone, près du Château, ont été transportés au Musée provincial de Catanzaro, où ils sont exposés.
Depuis 2012, le musée abrite la petite mais extraordinairement intéressante stèle égyptienne d'Horus sur des crocodiles (Stele di Horo sui coccodrilli (it)) trouvée à Crotone et restituée, après 35 ans, par le Museo Civico di Storia Naturale di Milano qui l'avait achetée sur le marché des antiquités.
D'autres sections documentent les autres sanctuaires de la zone : celui de Sant'Anna dans la région de la Manche della Vozza à Cutro, celui d' Apollon Aleo à Krimisa (Cirò Marina), le temple dorique de Caulonia et une zone de culte à Punta Stilo.
Des objets du Moyen Âge, provenant du territoire communal, sont exposés dans les locaux de la caserne Sottocampana (ancien musée civique royal de Crotone), dans le château de Charles Quint, également propriété de l'État et remis à la Surintendance de l'Archéologie. Patrimoine de la Calabre.

## Galerie

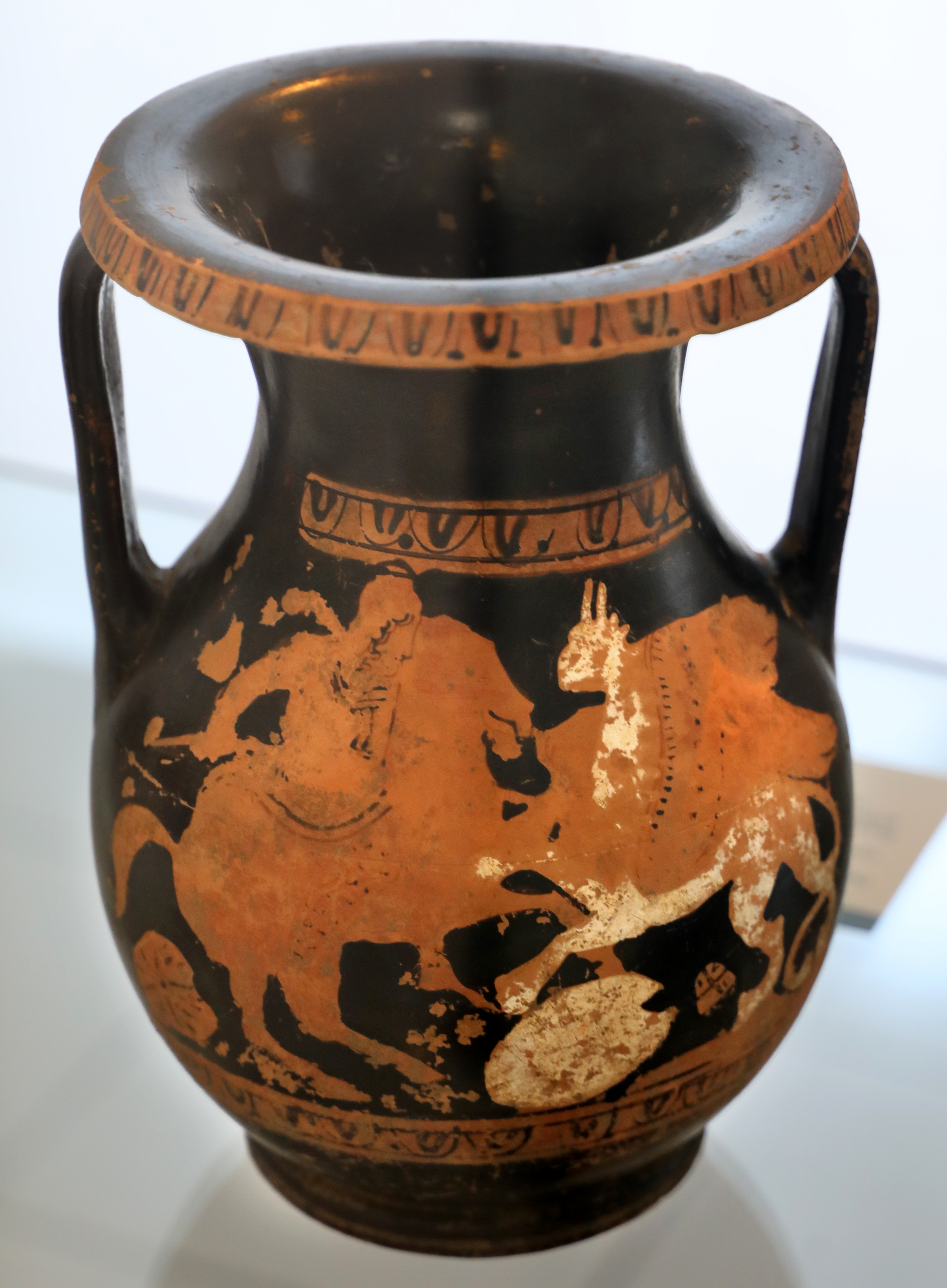
Pélikè  avec cavalier et griffon.
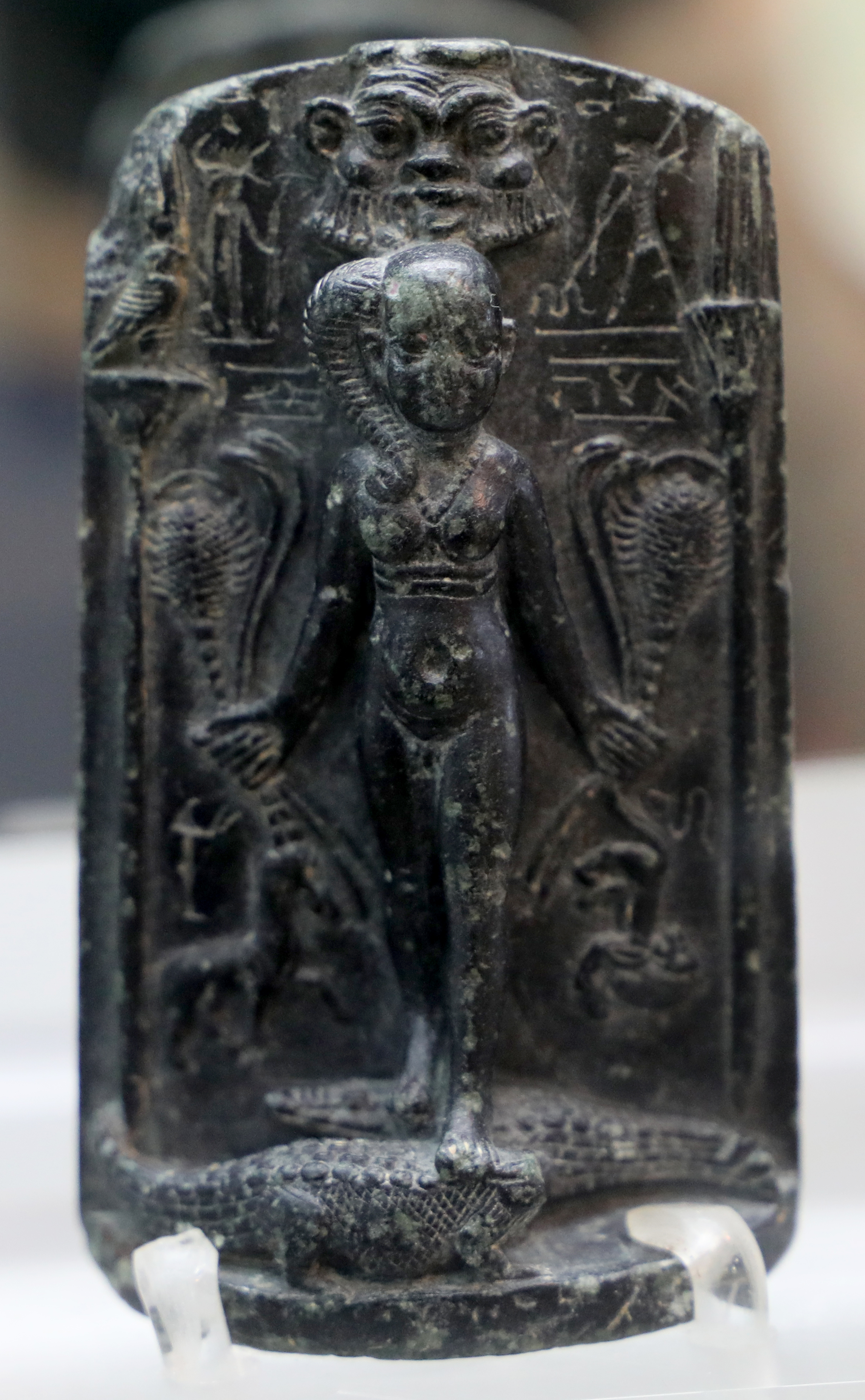
Stèle d'Horus sur des crocodiles.
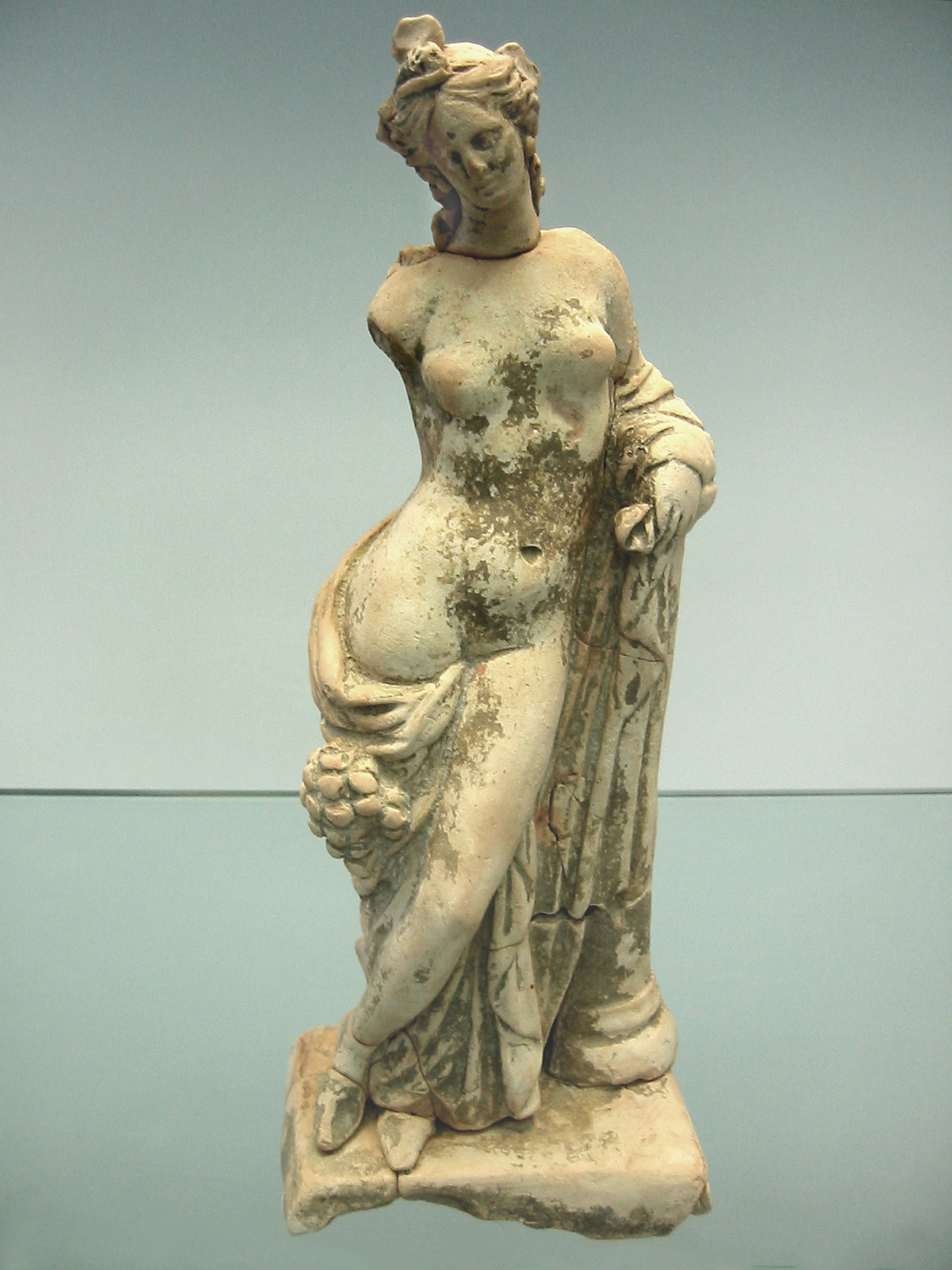
Statue féminine représentant Aphrodite dans les collections du musée.